# Конде (Гимарайнш)
Конде (порт. Conde) — фрегезия в Португалии, входит в округ Брага. Является составной частью муниципалитета Гимарайнш. Находится в составе крупной городской агломерации Большое Минью. По старому административному делению входил в провинцию Минью. Входит в экономико-статистический субрегион Аве, который входит в Северный регион. Население составляет 1437 человек на 2001 год. Занимает площадь 1,55 км².
Покровителем района считается Мартин Турский (порт. São Martinho).